# 不完美家庭
《不完美家庭》（英語：The Real O'Neals）是一部構想來自丹·沙維奇，由約書亞·史坦寧與珍妮佛·文提米利亞開創，凱西·強森與大衛·溫莎開發，於2016年3月2日在ABC首播的美國情景喜劇。
2017年5月11日，在播出2季後，本劇遭到ABC取消。

## 故事
講述一個位在芝加哥的虔誠天主教家庭－歐尼爾一家，表面上過著完美的生活，實際上他們彼此卻都藏有著各自的秘密與真實的樣貌，直到小兒子出櫃後，整個家庭分崩離析。在完美假象揭開後，看似跌落谷底的一家人，卻發現這似乎是個可以讓他們迎向全新人生篇章的機會，現在，他們必須開始學會放下完美的面具，面對最真實的彼此。

## 卡司
| 演員               | 角色             | 登場季數        | 登場季數        |
| 演員               | 角色             | 1               | 2               |
| ------------------ | ---------------- | --------------- | --------------- |
| 瑪莎·普林頓        | 艾琳·歐尼爾      | 主演            | 主演            |
| 傑·R·佛格森        | 派特·歐尼爾      | 主演            | 主演            |
| 諾亞·蓋爾文        | 肯尼·歐尼爾      | 主演            | 主演            |
| 馬特休·夏夫利      | 吉米·歐尼爾      | 主演            | 主演            |
| 蓓蓓·伍德          | 雪農·歐尼爾      | 主演            | 主演            |
| 瑪莉·霍利斯·英博登 | 祖蒂·歐尼爾      | 主演            | 主演            |
| 布萊恩·赫斯基      | 菲爾神父         | 常設            | Does not appear |
| 漢娜·馬克斯        | 咪咪·威克斯伯格  | 常設            | Does not appear |
| 莎拉優·布魯        | 瑪西雅·沃斯曼    | 常設            | Does not appear |
| 麥特·歐伯格        | 克萊夫·默里      | 常設            | 常設            |
| 傑瑞米·拉森        | 耶穌             | 常設            | 客串            |
| 凱莉·布萊恩        | 蕾西             | 常設            | Does not appear |
| 凱勒布·皮爾斯      | 史都華           | 常設            | 客串            |
| 潔西卡-史諾·威爾森 | 葛蘿莉亞·艾迪洛  | 常設            | 常設            |
| 克里斯托弗·阿維拉  | 伊森             | 客串            | 常設            |
| 蘇珊·沙利文        | 薇多莉亞·默里    | Does not appear | 常設            |
| 安吉拉·金賽        | 希拉·德馬斯      | Does not appear | 常設            |
| 西恩·格蘭迪羅      | 布瑞特·楊格      | Does not appear | 常設            |
| 蕾蒙娜·楊          | 艾莉森·艾德勒-王 | Does not appear | 常設            |
| 雷·福特            | 史提夫           | Does not appear | 常設            |
| 邁克爾·韋弗        | 馬可             | Does not appear | 常設            |
| 梅蘭妮·帕克森      | 南西             | 客串            | 客串            |

### 主要角色
| 演員               | 角色        | 介紹 | 登場 季數 | 登場 集數 |
| 瑪莎·普林頓        | 艾琳·歐尼爾 | 全名：艾琳·梅莉·布莉姬·歐尼爾（Eileen Mary Bridget O'Neal） 歐尼爾一家女主人，派特的妻子，虔誠的天主教徒，一心想要讓整個家庭維持著完美的形象。是個堅韌、直率的女性，睡覺時仍張著眼。 | 1-2       | 29        |
| 傑·R·佛格森        | 派特·歐尼爾 | 艾琳的丈夫，芝加哥警署警官，和艾琳的婚姻不睦並打算離婚。是個溫暖、感性的男子。                                                                             | 1-2       | 29        |
| 諾亞·蓋爾文        | 肯尼·歐尼爾 | 全名：肯尼斯·克里斯多福·賽巴斯汀·歐尼爾（Kenneth Christopher Sebastian O'Neal） 16–歲，艾琳與派特的二兒子，藏在深櫃的男同性戀者後出櫃。夢想成為首位出櫃法官。                                  | 1-2       | 29        |
| 馬特休·夏夫利      | 吉米·歐尼爾 | 全名：詹姆斯·歐尼爾（James O'Neal） 17–歲，艾琳與派特的大兒子，摔角運動員，罹患厭食症。                                                                                | 1-2       | 29        |
| 蓓蓓·伍德          | 雪農·歐尼爾 | 14–歲，艾琳與派特的女兒，肯尼與吉米的妹妹，對信仰有所存疑，還有竊盜癖。                                                                                    | 1-2       | 29        |
| 瑪莉·霍利斯·英博登 | 祖蒂·歐尼爾 | 派特的弟弟的前妻，於髮廊工作，出身自德州。 | 1-2       | 27        |

### 常設角色
| 演員               | 角色             | 介紹                                                                                         | 登場 季數 | 登場 集數 |
| 麥特·歐伯格        | 克萊夫·默里      | 天主教學校副校長。                                                                           | 1-2       | 17        |
| 潔西卡-史諾·威爾森 | 葛蘿莉亞·艾迪洛  | 女警，派特的同事，與派特曖昧，患有憩室炎。                                                   | 1-2       | 6         |
| 西恩·格蘭迪羅      | 布瑞特·楊格      | 肯尼的第一任男友。                                                                           | 2         | 6         |
| 蕾蒙娜·楊          | 艾莉森·艾德勒-王 | 全名：艾莉森·梅若蒂絲·艾德勒-王（Allison Meredith Adler-Wong） 肯尼的同學，為一名女同性戀者，是為肯尼唯一的同性戀好友。 | 2         | 6         |
| 傑瑞米·拉森        | 耶穌             | 肯尼幻想的耶穌。                                                                             | 1-2       | 5         |
| 凱勒布·皮爾斯      | 史都華           | 假裝是異性戀的同性戀，為肯尼的同學。                                                         | 1-2       | 4         |
| 克里斯托弗·阿維拉  | 伊森             | 和雪農關係曖昧的男同學。                                                                     | 1-2       | 4         |
| 雷·福特            | 史提夫           | 彩妝師，祖蒂的同事，為一名雙性戀者。                                                         | 2         | 4         |
| 漢娜·馬克斯        | 咪咪·威克斯伯格  | 肯尼的女友，認為肯尼是她心目中最完美的人選，在肯尼出櫃後分手。                               | 1         | 3         |
| 莎拉優·布魯        | 瑪西雅·沃斯曼    | 教會會友，與艾琳互爭風頭。                                                                   | 1         | 3         |
| 凱莉·布萊恩        | 蕾西             | 全名：蕾西安卓（Laceandra） 吉米的同學，與吉米相互喜歡。                                              | 1         | 3         |
| 布萊恩·赫斯基      | 菲爾神父         | 教會神父。                                                                                   | 1         | 2         |
| 梅蘭妮·帕克森      | 南西             | 艾琳的讀書會成員。                                                                           | 1-2       | 2         |
| 蘇珊·沙利文        | 薇多莉亞·默里    | 克萊夫的母親。                                                                               | 2         | 2         |
| 安吉拉·金賽        | 希拉·德馬斯      | 艾琳的死敵，與艾琳的個性極為相像，後解開誤會。                                               | 2         | 2         |
| 邁克爾·韋弗        | 馬可             | 克萊夫居住的公寓的管理人，離婚男性互助會成員。                                               | 2         | 2         |

## 製作

### 開發
2013年11月1日，約書亞·史坦寧與珍妮佛·文提米利亞賣了兩部喜劇給ABC，其中一部為根據記者兼社會活動家的丹·沙維奇之青少年回憶作改編，其故事將探討一個經過分崩離析後重新再凝聚的現代家庭。
2015年1月25日，ABC正式預訂由大衛·溫莎（David Windsor）與凱西·強森（Casey Johnson）撰寫的試播集，並由丹·沙維奇、布萊恩·派恩斯（Brian Pines）與丹·麥德默特（Dan McDermott）共同擔任執行製作。2月16日，宣布艾美獎得主托德·霍蘭德將執導《年度家庭》（Family of the Year）試播集。5月7日，ABC正式宣布預訂《不完美家庭》（The Real O'Neals）系列。本劇原訂改編沙維奇的經歷，但在經過開發階段後，故事已沿著不同方向發展。
2016年5月12日，ABC宣布續訂第2季。6月17日，《熟女當道》共同開創凱文·畢格爾與ABC工作室簽署兩年新合約，並將繼續擔任本劇製作顧問。9月17日，提姆·多伊爾同樣與ABC工作室簽署兩年新合約，也將繼續擔任本劇製作顧問。11月4日，ABC宣布追加預訂第2季3集集數至16集。
2017年5月11日，ABC正式宣布取消本劇。

### 選角
2015年2月19日，宣布《廣告狂人》傑·R·佛格森將主演本劇，飾演於芝加哥警署工作，一個善良、友善的父親派特·歐尼爾。隔日，宣布電影《靈動：鬼影實錄4》馬特休·夏夫利與《另類家庭》蓓蓓·伍德加入演員陣容，夏夫利將飾演曾贏得兩屆全國摔跤冠軍的大哥吉米·歐尼爾，而伍德則飾演總是在做善事的小妹雪農·歐尼爾。2月27日，宣布新人諾亞·蓋爾文將出任本劇的年輕男主角肯尼·歐尼爾，即為歐尼爾家出櫃的小兒子。3月5日，宣布《凸槌奶爸》瑪莎·普林頓將主演本劇，並飾演一個凡事追求完美，為自己家庭感到驕傲，但婚姻生活卻並不是那麼如意的媽媽艾琳·歐尼爾。
2016年8月17日，宣布《靈書妙探》蘇珊·沙利文將飾演副校長默里的母親。9月29日，宣布《驚聲尖叫》西恩·格蘭迪羅將客串3集以上，並飾演肯尼第一任“真實”的男友布瑞特。11月2日，宣布《美國偶像》冠軍喬汀·史芭克絲將客串演出第2季。

## 社会反响

### 評價
本劇首播後，獲得普遍的讚賞。於爛番茄整合的評論中，第1季獲得67%新鮮度、6.18/10分（27名評論家），評論家普遍共識：「有趣的故事與扎實的卡司使《不完美家庭》從傳統情景喜劇中脫穎而出。」在Metacritic整合的評論中，第1季獲得62分（滿分100分；25名評論家），屬普遍的好評。
評論家前十大電視節目排名
| 2016         |
| ------------ |
| - – 浮華世界 |

### 爭議
在本劇開播前，獲得預訂的消息便已引起了關注與爭議。2015年5月12日，本劇獲得系列預訂，並加入ABC之2015年－2016年電視季度的節目表中，當天，諸多宗教團體如美國家庭協會與家庭研究理事會等提出了嚴正的抗議與請願，試圖阻止本劇上映。保守的媒體監督組織媒體研究中心收到了超過20000名簽署、400封電話投訴，試圖讓ABC將本劇自節目表中移除。同時，他們也對丹·沙維奇個人對宗教、性別與同性婚姻的看法提出質疑，但沙維奇表示節目與他的個人觀念有著不同的見解與方向。
2016年6月9日，主演諾亞·蓋爾文在接受〈Vulture〉採訪時，稱《摩登家庭》男星艾瑞克·史東斯崔特雖然演技佳，但卻帶給觀眾對同性戀的刻板印象，並諷刺《X戰警》知名導演布萊恩·辛格身陷性侵未成年疑雲一事，更嘲諷《綠箭俠》人氣男星柯爾登·海尼斯的出櫃事件。文章一出，蓋爾文的不當言論便造成了爭議，而蓋爾文亦在ABC的施壓下，在個人Twitter上發出道歉文。事後，有傳ABC為了懲罰蓋爾文，決定刪減本劇第2季集數，但在8月的電視評論家協會上，執行製作凱西·強森出面澄清ABC並未威脅劇組，「並沒有任何威脅刪減預訂的事發生。ABC一直非常支持… 文章出來後，蓋爾文對自己發表的言論感到後悔並立即道歉，」她說，「我們都說這是沒有的事。幕後並沒有那麼多的流言蜚語… 這一切都很好。」

## 收視
| 季數 | 播出時間（ET）                                                    | 集數 | 首映           | 首映          | 季終          | 季終          | 電視季度 | 18–49歲 收視 排名 | 18–49歲 收視 平均 | 收視人数 排名 （百萬） | 平均 收視人数 （百萬） |
| 季數 | 播出時間（ET）                                                    | 集數 | 日期           | 收視 （百萬） | 日期          | 收視 （百萬） | 電視季度 | 18–49歲 收視 排名 | 18–49歲 收視 平均 | 收視人数 排名 （百萬） | 平均 收視人数 （百萬） |
| ---- | ----------------------------------------------------------------- | ---- | -------------- | ------------- | ------------- | ------------- | -------- | ----------------- | ----------------- | ---------------------- | ---------------------- |
| 1    | 星期三 20:30（Ep 1） 星期三 21:30（Ep 2） 星期二 20:30（Ep 3–13） | 13   | 2016年3月2日   | 6.33          | 2016年5月24日 | 4.21          | 2016     | 83                | 1.5               | 97                     | 4.82                   |
| 2    | 星期二 21:30（Ep 1–13, 15–16） 星期二 20:30（Ep 14）              | 16   | 2016年10月11日 | 3.76          | 2017年3月14日 | 2.67          | 2016–17  | 87                | 1.3               | 111                    | 3.94                   |

## 獎項
| 年度 | 大獎           | 獎項                | 入圍者                        | 結果 |
| ---- | -------------- | ------------------- | ----------------------------- | ---- |
| 2017 | 道林獎         | 年度LGBTQ電視節目獎 | 年度LGBTQ電視節目獎           | 提名 |
| 2017 | 道林獎         | 年度小眾電視節目獎  | 年度小眾電視節目獎            | 獲獎 |
| 2017 | 人道獎         | 30分鐘類            | 雪蘿·好樂迪（集數：外婆駕到） | 提名 |
| 2017 | GLAAD媒體獎    | 最佳喜劇類影集獎    | 最佳喜劇類影集獎              | 提名 |
| 2017 | 創意藝術艾美獎 | 最佳編舞獎          | 弗雷德·塔拉克森               | 提名 |

## 外部連結
- 官方网站（英文）
- 互联网电影数据库（IMDb）上《不完美家庭》的资料（英文）
- 製作公司官方網站（英文）